# Kantoorgebouw De Noordzee
Het kantoorgebouw De Noordzee was een gebouw dat in 1919 In Rotterdam werd gebouwd naar ontwerp van architect Willem Kromhout. Het gebouw was gevestigd aan de Korte Wijnbrugstraat en had twee torens die de hoek van de Wijnstraat enerzijds en de Wijnhaven anderzijds vormden. Het gebouw opende in 1919 de deuren en werd verwoest tijdens het bombardement op 14 mei 1940.

## Geschiedenis
Het kantoor is ontstaan nadat het verzekerings- en scheepvaartbedrijf F. en W. van Dam de opdracht gaf aan Kromhout om een nieuw pand te creëren op de oude plaats waar het bekende bierhuis Heiser. De eerste werkzaamheden begonnen in 1916 met de afbraak van een blok huizen aan de Korte Wijnbrugstraat, de Wijnstraat en de Wijnhaven en de oplevering van het kantoor kwam in 1919. De Noordzee was gevestigd in de nauwe Korte Wijnbrugstraat en had het huisnummer 2.
Tijdens het bombardement op Rotterdam op 14 mei 1940 werd het gebouw geraakt en raakte het zwaar beschadigd. Hierop werd besloten om de restanten van het kantoorpand te slopen.

## Vormgeving en interieur
Kantoorpand De Noordzee zou een van Kromhouts meest bekende werken worden binnen de architectenwereld. Het gebouw werd in binnen- en buitenlandse geprezen als "een staal van nieuwe Nederlandse bouwkunst". De Noordzee was een statig pand dat volledig was uitgevoerd in handgevormde baksteen, en was een stuk hoger dan de rest van de bebouwing in de directe omgeving van de Wijnhaven. Ook was het kantoor rijkelijk gedecoreerd met verschillende ornamenten gemaakt van Terracotta, die motieven als waterdieren en vervoersmiddelen afbeelden. Voorbeelden hiervan zijn gevelstenen van walrussen, vissen en verschillende prominente Rotterdamse schepen voor de tijd. Al deze ornamenten waren gemaakt door de keramist Willem Coenraad Brouwer. De ingangen bestonden uit drie halfronde bogen die elk voorzien waren van drie grote gevelstenen van voorstevens, en scheidde het kantoor van Van Dam met die voor andere huurders. Boven op de ingangen stond in grote letters de naam van het pand beschreven - 'NOORDZEE' en de meeste ramen waren voorzien van glas in lood. De uitstekende toren aan de zijde van de Wijnhaven was het meest opmerkelijke aan het gebouw omdat het hoger was dan de rest van het kantoorpand, en omdat het de enige plaats was waar men naar buiten kon door middel van de twee balkons die zowel bij de Korte Wijnbrugstraat als de Wijnhaven zijde aanwezig waren. Het dak van de toren was bedekt met twee koepels die gemaakt waren van koper. In totaal was het gebouw 36 meter lang en 12 meter hoog.
De originele ontwerptekeningen werden geëxposeerd op de Internationale Tentoonstelling van Decoratieve en Industriële Moderne Kunsten in Parijs.

Fotogalerij
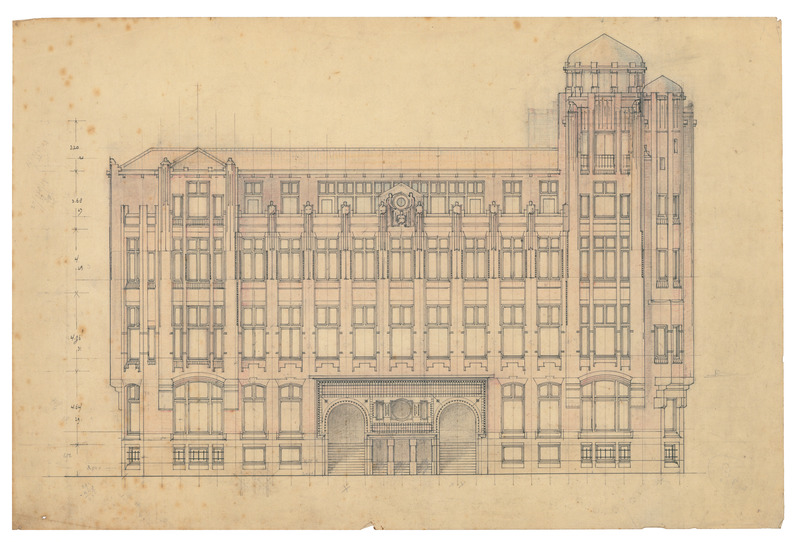
Een ontwerptekening van het eerste ontwerp van het kantoorpand.
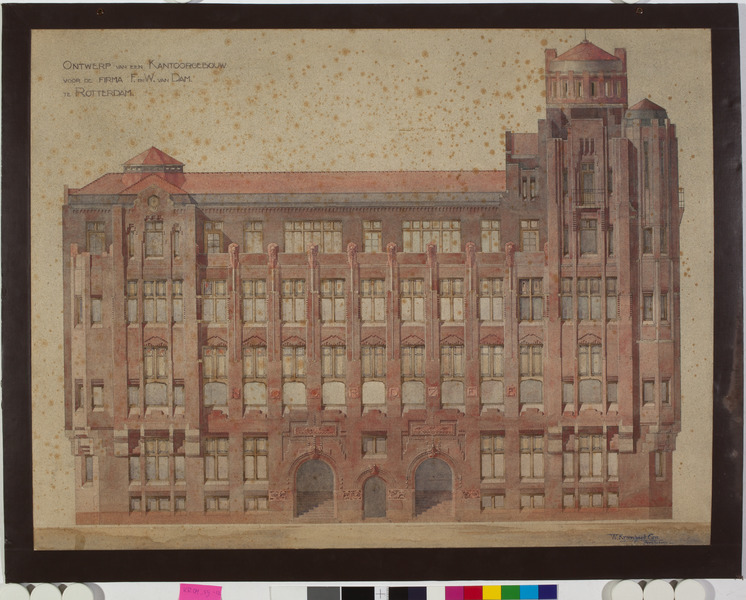
Een ingekleurde ontwerptekening van het uiteindelijke ontwerp.
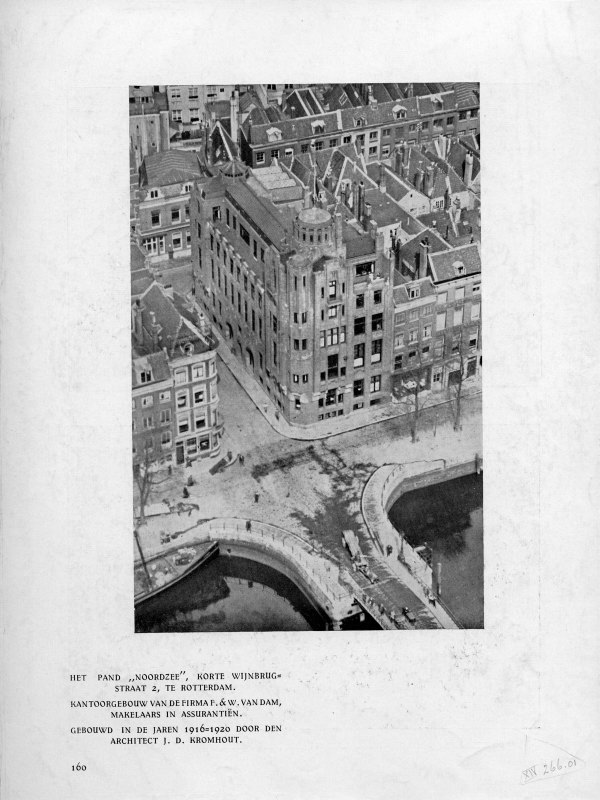
Een luchtopname van het gebouw na oplevering, 1921 - 1925.
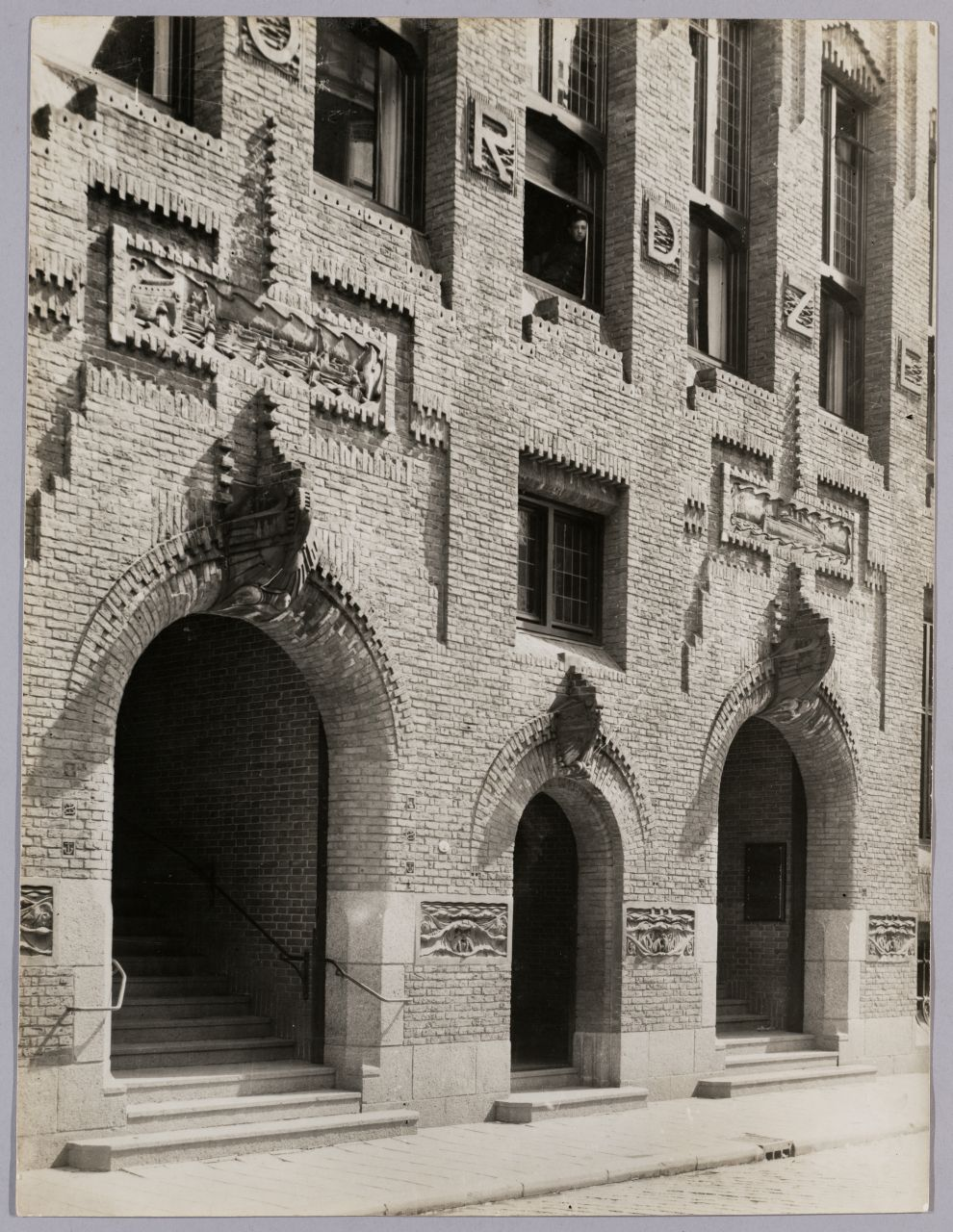
Details van de ingang van het kantoorpand.
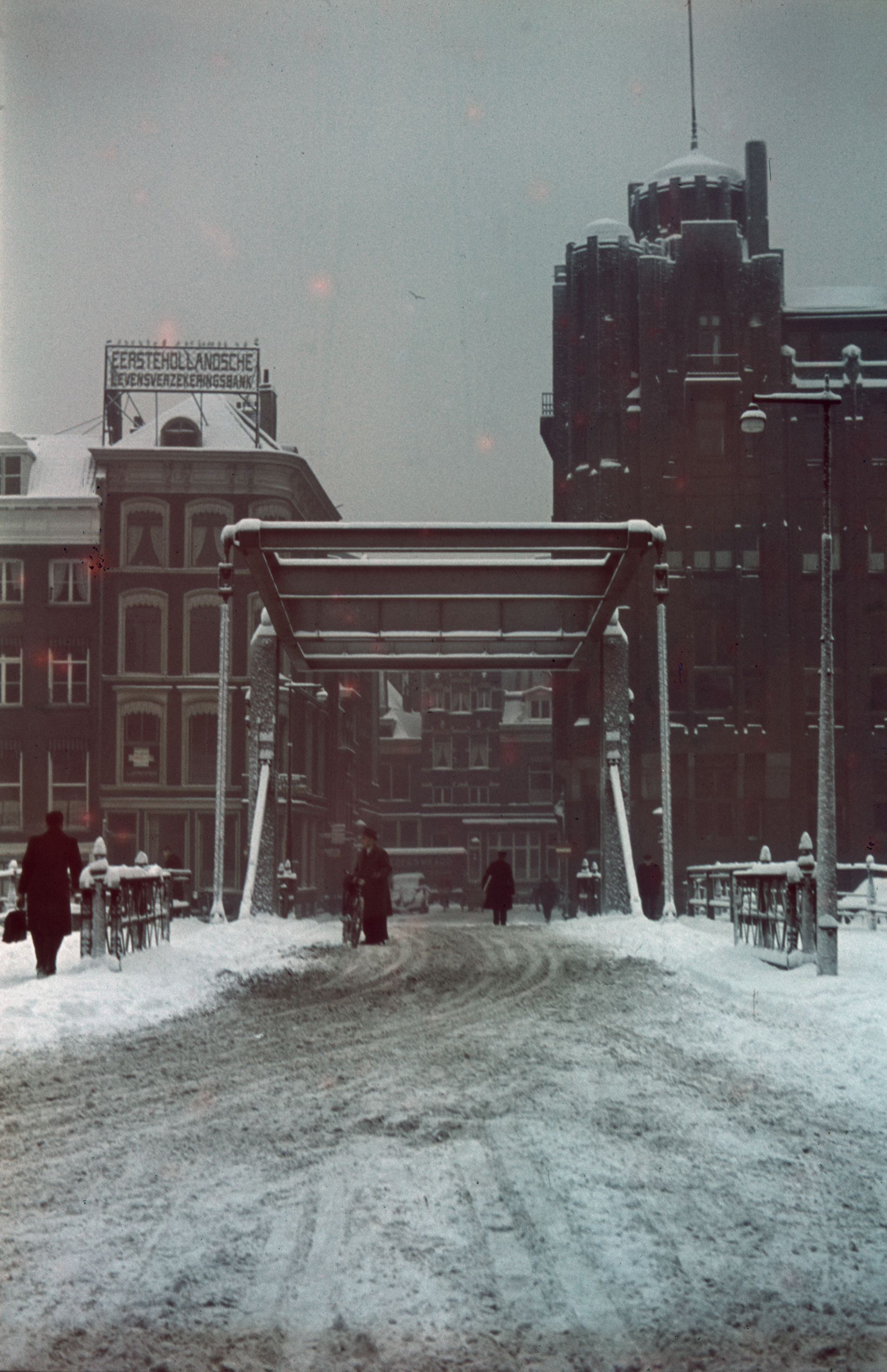
Een kleurenfoto van de Noordzee vanaf de Grote Wijnbrug in de sneeuw, 1936 - 1939.
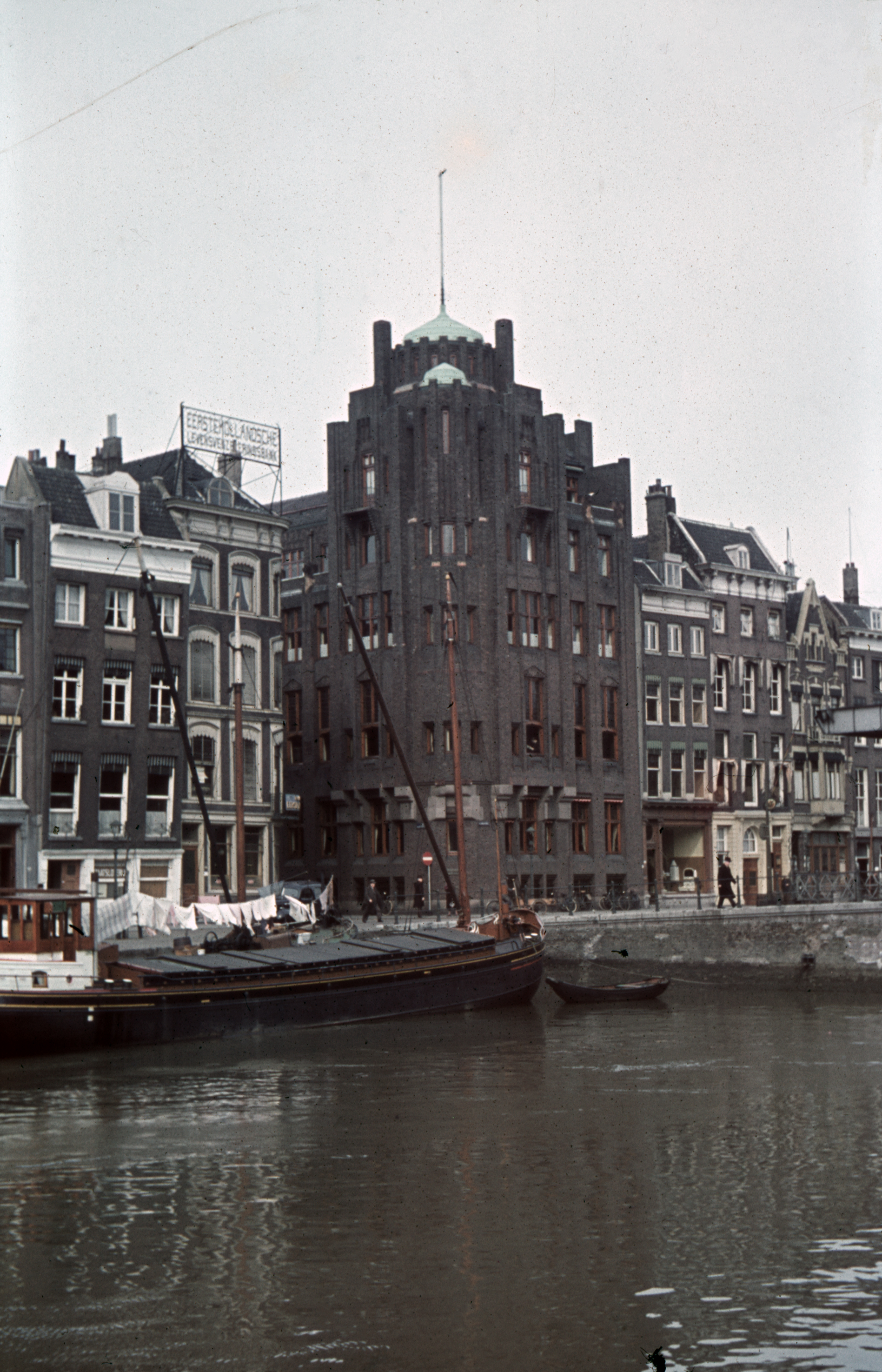
Een andere hoek van het kantoorpand bij de Wijnhaven waarin de koperen daken zichtbaar zijn, 1936 - 1939.
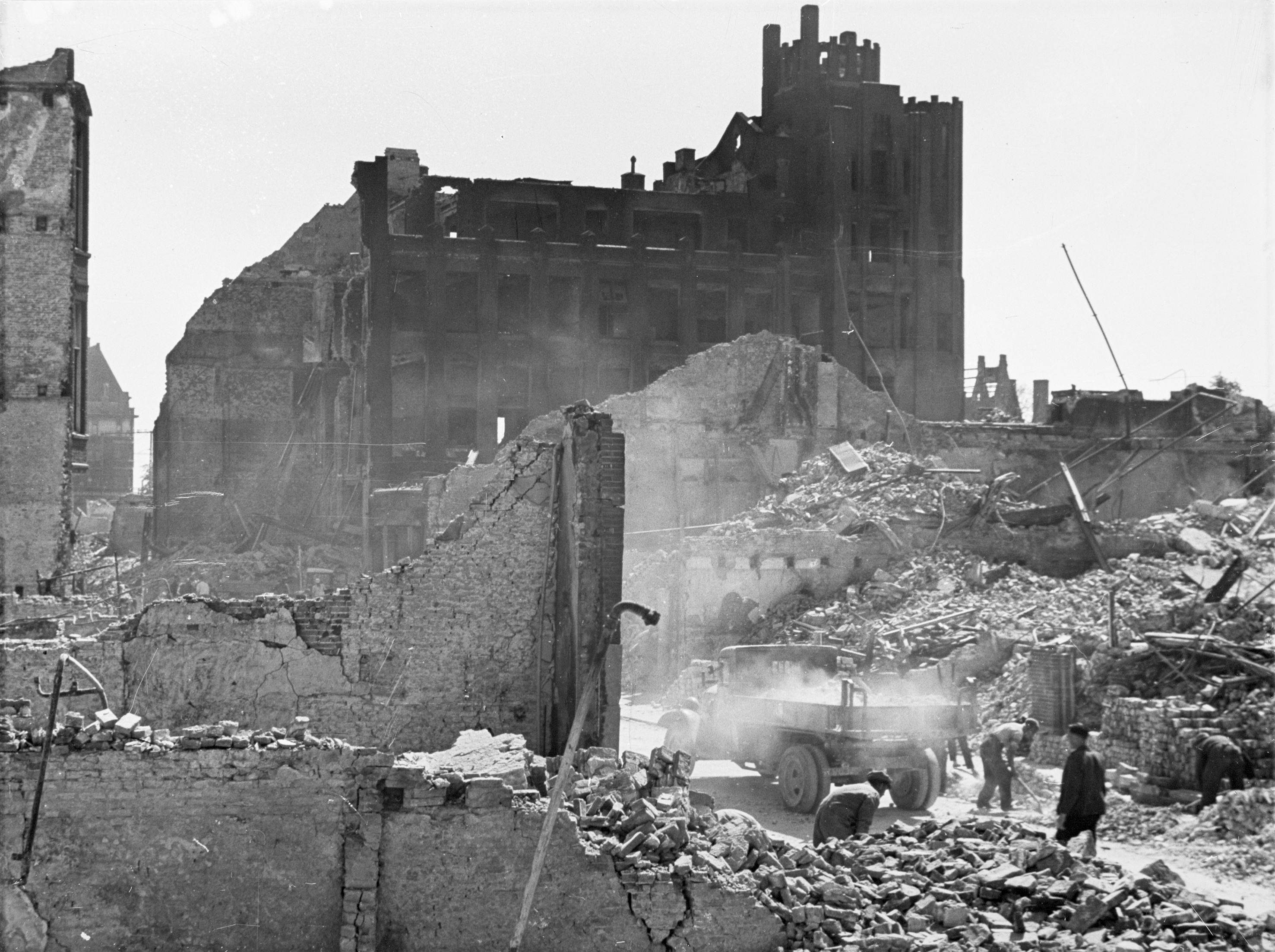
Restanten van het gedeeltelijk verwoeste kantoorpand in 1940.